# KOGA Cycling Team/2012
Deze pagina geeft een overzicht van de KOGA Cycling Team wielerploeg in 2012.

## Algemeen
Sponsors: Koga
Algemeen Manager: Ton Welling
Ploegleiders: Ton Welling, Pascal Vergeer, Theo Vergeer en Wil Vink
Fietsmerk: Koga

## Renners
| Naam                  | Geboortedatum | Nationaliteit | Ploeg 2011                |
| --------------------- | ------------- | ------------- | ------------------------- |
| Johim Ariesen         | 16-03-1988    | Nederland     | Cyclingteam Jo Piels      |
| Jelmer Asjes          | 11-06-1987    | Nederland     |                           |
| Wim Botman            | 17-08-1985    | Nederland     |                           |
| Didier Caspers        | 01-10-1992    | Nederland     |                           |
| Robin Chaigneau       | 02-09-1988    | Nederland     | Skil-Shimano              |
| Roy Eefting           | 04-09-1989    | Nederland     |                           |
| Geert-Jan Jonkman     | 12-08-1984    | Nederland     |                           |
| Bouke Kuiper          | 25-09-1989    | Nederland     |                           |
| Peter Schep           | 08-03-1977    | Nederland     |                           |
| Nick Stöpler          | 22-11-1990    | Nederland     |                           |
| Wim Stroetinga        | 23-05-1985    | Nederland     |                           |
| Jim van den Berg      | 01-07-1985    | Nederland     |                           |
| Arno van der Zwet     | 07-05-1986    | Nederland     |                           |
| Bart van Haaren       | 13-11-1984    | Nederland     |                           |
| Manman van Ruitenbeek | 21-03-1987    | Nederland     | Team Eddy Merckx-Indeland |
| Lars Vierbergen       | 21-03-1988    | Nederland     |                           |
| Michael Vingerling    | 28-06-1990    | Nederland     |                           |

Renner niet geregistreerd door de UCI
| Naam        | Geboortedatum | Nationaliteit | Ploeg 2011 |
| ----------- | ------------- | ------------- | ---------- |
| Teun Mulder | 18-06-1981    | Nederland     |            |

## Belangrijke overwinningen

### Piste
Zesdaagse van Rotterdam
Winnaars: Wim Stroetinga en Peter Schep
Zesdaagse van Bremen
Winnaar: Peter Schep
NK Omnium
Winnaar: Michael Vingerling

### Weg
Ster van Zwolle
Winnaar: Robin Chaigneau
Ronde van Lexmond
Winnaar: Robin Chaigneau
Ronde van Overijssel
1e etappe: Wim Stroetinga
Olympia's Tour
1e etappe: Wim Stroetinga
4e etappe: Bart van Haaren
Ronde van Zuid-Friesland
Winnaar: Peter Schep
Grosser Silber-Pils Preiss
Winnaar: Arno van der Zwet
Zwevezele
Winnaar: Wim Stroetinga
Nationale Sluitingsprijs
Winnaar: Wim Stroetinga
1999 · 2000 · 2001 · 2002 · 2003 · 2004 · 2005 · 2006 · 2007 · 2008 · 2009 · 2010 · 2011 · 2012 · 2013